# Иерусалим (провинция)
Иерусали́м (араб. محافظة القدس‎) — одна из 16 провинций Государства Палестина. Расположена в центральной части Западного берега реки Иордан. Административный центр — Восточный Иерусалим, город, который является спорной территорией между властями Палестины и Израилем.
Согласно переписи 2017 года, население провинции составляет 435 483 человек.